# P. Adams Sitney
P. Adams Sitney (New Haven, Connecticut, 9 de agosto de 1944 - Rhode Island, 8 de junio de 2025) fue un historiador del cine de vanguardia estadounidense. Es conocido por ser el autor de Visionary Film, uno de los primeros libros sobre la historia del cine experimental en Estados Unidos.

## Biografía
Sitney estudió en la Universidad de Yale, donde se licenció en Estudios clásicos en 1967 y se doctoró en Literatura Comparada en 1980. Fue cofundador de Anthology Film Archives en 1970 y, junto con Jonas Mekas, Peter Kubelka, Ken Kelman y James Broughton, fue uno de los miembros del comité de selección de películas de Anthology Film Archives Essential Cinema. En la actualidad, es profesor de Artes Visuales en el Lewis Center for the Arts de la Universidad de Princeton.
Sitney fue un fijo y referente en el programa de doctorado de la Universidad de Nueva York en su nuevo Departamento de Estudios Cinematográficos en 1970. Antes de trasladarse a Princeton, también enseñó en la Cooper Union for the Advancement of Science and Art. Ha sido un importante líder crítico y defensor intelectual del movimiento de vanguardia del Nuevo Cine Americano.
Las cuatro técnicas principales que Sitney identificó para el cine estructural son: la posición fija de la cámara, el efecto de parpadeo, la refotografía fuera de la pantalla y la impresión en bucle. Estas técnicas fueron puestas en práctica por cineastas experimentales en la década de 1960 para crear un cine «en el que la forma de toda la película está predeterminada y simplificada».